# ハインリヒ5世 (バイエルン公)
ハインリヒ5世（Heinrich V., 960年 - 1026年2月27日）は、ルクセンブルク伯（ハインリヒ1世、在位：998年 - 1026年）およびバイエルン公（在位：1004年 - 1009年、1017年 - 1026年）。

## 生涯
ハインリヒは、ルクセンブルク伯ジークフリート1世（998年没）とヘートヴィヒ（992年没）の間に生まれた。父ジークフリートの存命中より、ハインリヒは神聖ローマ皇帝オットー3世の近くに仕え、ヴェネツィア遠征に従い、親密な主従関係を築いていたとみられる。993年から996年の間に、ハインリヒにトリーアのザンクト・マクシミン修道院のフォークタイ（フォークトの所領）が与えられ、その後エヒタナハ修道院のフォークタイも与えられた。ハインリヒの妹クニグンデは、皇帝ハインリヒ2世と結婚しており、そのために1004年3月21日にバイエルン公位を与えられた。同年、ハインリヒはボレスワフ1世と戦うためポーランド遠征に参加した。1008年、ハインリヒは義弟ハインリヒ2世に対し反乱を起こし、1009年にバイエルン公位を剥奪された。1017年12月に、ケルン大司教ヘリベルトおよびトリーア大司教ポッポの仲裁により、再びバイエルン公位を与えられた。
ハインリヒは1026年に嗣子なく死去、低バイエルンのオスターホーフェンに埋葬されたとみられる。ルクセンブルク伯位は甥ハインリヒ2世が継承した。